# Uezán
Uezán (en árabe: وزان‎, en francés: Ouezzane) es una localidad del norte de Marruecos.Es la capital de la provincia de Uezán en la región de Tánger-Tetuán-Alhucemas. Se encuentra al norte de Fez y contaba con una población de 59 606 personas en 2014.

## Historia
Durante la rebelión de las Kabilias del Rif en 1925-1926, con Abd el-Krim a la cabeza, Uezán fue una importante base para la armada francesa. Se encontraba unida por un ferrocarril de vía estrecha vía Ain Dfali y Mechra Bel Ksiri al Puerto Lyautey (hoy Kenitra), formando parte de la red de ferrocarriles militares de vía estrecha, la más larga red de ferrocarril de este tipo existente en África, con más de 1700 kilómetros.

## Economía
Destaca por su industria lanera y su producción olivarera de aceite y aceitunas; también posee importancia la industria maderera de manufacturas diversas.

## Importancia religiosa
La ciudad es bien conocida en el mundo islámico por ser una capital espiritual importante para el sufismo. También se la conoce como Dar Dmana.
Los judíos marroquíes consideran a Uezán una ciudad santa y realizan peregrinaciones para venerar la tumba de morabitos, particularmente la de Moul Anrhaz, el nombre de Amram ben Diuán, rabino del siglo XVIII que vivió en la ciudad y cuya tumba se asocia con leyendas milagrosas.